# Jürgen Tern
Jürgen Tern (* 1. Juli 1909 in Nordleda; † 20. Februar 1975 in Frankfurt am Main) war ein deutscher Journalist, Publizist  und politischer Kommentator. Von 1960 bis 1970 war er einer der Herausgeber der Frankfurter Allgemeinen Zeitung (FAZ).

## Leben und Wirken
Jürgen Tern ging in seinem Geburtsort in die Dorfschule und wechselte 1918 nach Berlin-Schöneberg zum Hohenzollern-Gymnasium. Ab 1927 studierte er Geschichte an der Friedrich-Wilhelms-Universität, seit 1931 war er freiberuflicher Journalist. 1936 wurde er  Mitarbeiter der Berliner Wirtschaftsredaktion der Frankfurter Zeitung, von 1942 bis 1945 leistete er Kriegsdienst. Nach Kriegsende 1945 wirkte er bei den Anfängen des Weserkuriers in Bremen mit. Von 1946 bis 1956 arbeitete er als Redakteur der Wirtschaftszeitung bzw. der Deutsche Zeitung und Wirtschaftszeitung in Stuttgart.
1956 wechselte Tern nach Frankfurt, wo er bis 1960 Leiter der politischen Redaktion der FAZ war. Zum 1. Januar 1960 wurde er politischer Herausgeber der Frankfurter Allgemeinen Zeitung. Im Streit unter anderem um die neue Ostpolitik der Regierung Brandt/Scheel, die Tern befürwortete, wurde er im Mai 1970 beurlaubt und zum 1. September desselben Jahres als Herausgeber gekündigt. Er galt als Verfechter einer liberalen Politik. „Die Gründe für die Lösung des Vertragsverhältnisses liegen in schwerwiegenden internen Differenzen über das Prinzip und die Praxis der dem Herausgebergremium anvertrauten kollegialen Leitung des Blattes …“, schrieb die Geschäftsleitung unter anderem in der Begründung.
1971 wurde er vom Südwestfunk Baden-Baden beauftragt, einmal im Monat den deutschen Zeitungs- und Zeitschriftenmarkt kritisch zu betrachten. Weiterhin schrieb er Beiträge für Zeitungen (unter anderem für den Vorwärts) und für Zeitschriften. Als Politischer Kommentator für den Hessischen Rundfunk war er bereits seit 1960 tätig. 1974 wurde ihm die Wilhelm-Leuschner-Medaille des Landes Hessen verliehen.
Tern lebte in Frankfurt am Main. Er starb an einem Herz-Kreislaufversagen. Zu seinem Nachlassverwalter bestellte er den FAZ-Geschäftsführer Hans-Wolfgang Pfeifer, mit seinem ehemaligen Herausgeber-Kollegen Erich Welter versöhnte er sich.

## Schriften
- Der kritische Zeitungsleser, C. H. Beck, München 1973.